# Clive Bell
Arthur Clive Heward Bell (16 settembre 1881 – 18 settembre 1964) è stato un critico d'arte britannico, associato al Bloomsbury Group.
Clive Bell nacque a East Shefford, Berkshire, nel 1881. Era il terzo dei quattro figli di William Heward Bell (1849-1927) e Hannah Taylor Cory (1850-1942), con un fratello maggiore (Cory), una sorella maggiore (Lorna Acton Bell) e una sorella minore (Dorothy Bell Miele). Suo padre, ingegnere civile, costruì la sua fortuna con alcune miniere di carbone nel Wiltshire e nel Galles. La famiglia visse a Cleeve House a Wiltshire.
Clive studiò al Trinity College di Cambridge, dove si specializzò in storia. Nel 1902 ricevette una borsa di studio a Parigi, dove ebbe inizio il suo interesse per l'arte. Al suo ritorno in Inghilterra, si trasferì a Londra, dove conobbe e sposò l'artista, Vanessa Stephen (sorella di Virginia Woolf) nel 1907. Con la prima guerra mondiale il loro matrimonio era ormai giunto al termine, ma mantennero un legame solido e affettuoso tanto da non separarsi mai ufficialmente. Vanessa ebbe un lungo rapporto con Duncan Grant e Clive una serie di relazioni tra cui Mary Hutchinson. Ebbero due figli, Julian e Quentin, e Clive riconobbe Angelica, la figlia che Vanessa ebbe da Duncan, come sua.
Pur vivendo prevalentemente a Londra, Clive trascorse numerosi periodi nell'idilliaca casa colonica di Charleston, dove viveva con Vanessa, Duncan e i loro tre figli.
Julian e Quentin divennero entrambi scrittori. Julian combatté e morì nella guerra civile spagnola del 1937. 
Angelica fu inizialmente allevata come figlia di Clive fino a quando non si sposò e le fu rivelato che in realtà Duncan Grant era il suo padre biologico. Questo inganno costituisce il messaggio centrale del suo romanzo, Ingannata con dolcezza.
Clive Bell è stato uno dei più importanti fautori del formalismo in estetica.
Mentre il formalismo tradizionale, legato a Immanuel Kant), sostiene che sia la vista a definire  quali sono le proprietà di un oggetto formale per definirlo artistico e quindi cosa definisce le esperienze estetiche, Bell propose una visione molto estrema del formalismo.
Egli sostenne che niente in un oggetto è in alcun modo rilevante per valutare se si tratti di un'opera d'arte, o se sia esteticamente valida. Che cosa rappresenta un dipinto, per esempio, è completamente irrilevante per la sua valutazione. 
Di conseguenza, egli ritenne che la conoscenza del contesto storico di un dipinto o l'intenzione del pittore non sia necessaria per l'apprezzamento delle arti visive. 
Scrisse: per apprezzare un'opera d'arte abbiamo bisogno di portare con noi nulla dalla vita, non la conoscenza delle sue idee e degli affari, non la familiarità con le sue emozioni.